# Czaplice (województwo dolnośląskie)
Czaplice – osada w Polsce, położona w województwie dolnośląskim, w powiecie wołowskim, w gminie Wińsko.
Do 2023 r. miejscowość była przysiółkiem wsi Białawy Wielkie.
Wchodzi w skład sołectwa Białawy Wielkie.
W latach 1975–1998 miejscowość administracyjnie należała do województwa wrocławskiego.